# Dorothee Schabert
Dorothee Schabert (* 1952 in Bamberg) ist eine deutsche Komponistin, Tonmeisterin und Autorin.

## Leben
Dorothee Schaberts Eltern waren die Mediävistin Lore Poelchau und Friedrich Schabert, der das Unternehmen Gebrüder Schabert bei Bamberg aufbaute.
Ihre musikalische Ausbildung erfolgte bis zu ihrem Abitur in Erlangen bei Fanny Hensel, der Urenkelin der gleichnamigen Komponistin. Schabert studierte Geschichte, Philosophie und Germanistik an der Universität Freiburg; das anschließende Musik-Studium (Fachrichtung Tonmeister) an der Hochschule der Künste Berlin (heute UdK Berlin) schloss sie 1985 mit Diplom ab.
Von 1987 bis 2017 war Schabert als Tonmeisterin beim SWF Landesstudio Tübingen / SWR2 Musik in Baden-Baden angestellt. Sie leitete Produktionen für Hörfunk und CD. Dabei erarbeitete sie in Besetzungen vom SWR-Sinfonieorchester bis zu Kammermusikensembles und Solisten Werke aller Epochen von alter bis zeitgenössischer Musik. Sie kooperierte mit renommierten Dirigenten (u. a. Michael Gielen, Francois Xavier Roth, Jonathan Nott, Theodor Currentzis) und international bekannten Solisten (u. a. Christian Tetzlaff, Hélène Grimaud, Patricia Kopatchinskaja, Renaud Capuçon, Ton Koopman).
Für SWR2 Musik und die Donaueschinger Musiktage arbeitete Schabert mit allen namhaften gegenwärtigen Komponisten und Ensembles zeitgenössischer Musik (Wolfgang Rihm, Salvatore Sciarrino, Mark Andre, Rebecca Saunders, Karlheinz Stockhausen, Pierre Boulez etc.). Mit dem Experimentalstudio des SWR Freiburg und dessen Leiter André Richard produzierte sie repräsentative Stereo- und Surround-Darstellungen der live-elektronischen Werke von Luigi Nono, insbesondere von Nonos Opus summum Prometeo – tragedia dell'ascolto, zuletzt mit Radio France im Dezember 2015 in der Philharmonie de Paris.
Parallel entstanden Kompositionen für Instrumente, Gesang, Chor und Ensemble in verschiedenen Besetzungen. Dorothee Schabert erhielt Aufträge u. a von Ensemble Aventure, Capella de la Torre, von Mitgliedern des SWR-Sinfonieorchesters, Mia Schmidt und dem Carus-Verlag. Schaberts Werke wurden bisher in Karlsruhe, Freiburg, Köln, Darmstadt, Rom, New York und Czachow (Polen) aufgeführt. Eine Produktion ihrer Werke für CD fand mit Ensemble Resonanz in Hamburg statt. Außerdem komponiert sie akusmatische Werke und Klanginstallationen, oft auch in Kooperation mit Bildenden Künstlern und Tänzerinnen, so z. B. den Zyklus GrauTöne mit Arbeiten von Robin Merkisch (LTK4 Köln 2019), Lumina Nova mit der Tänzerin Doris Buche-Reisinger (Orgelfabrik Karlsruhe-Durlach 2024), Aquae Aquarum mit Objekten von Katalin Moldvay (Kunstverein Rottenburg 2013). Schabert verfasste Vorträge und Essays zur Ästhetik von Musik und Technik, von Klang als eigenständigem kompositorischen Parameter, sowie Raum und Räumlichkeit insbesondere in zeitgenössischen und eigenen Werken. Daneben konzipiert und moderiert sie gemeinsam mit der Klarinettistin Marion Schulz die Reihe Salon pour ..., in der Komponistinnen der Vergangenheit im Dialog mit zeitgenössischen Komponistinnen vorgestellt werden. Für die Schwetzinger SWR Festspiele 2019 konzipierte Schabert die Portraits der frühneuzeitlichen Autorinnen Christine de Pizan und Margarete von Navarra mit deren Texten und Musiken ihrer Zeit mit Capella de la Torre unter der Leitung von Katharina Bäuml, Ulrike Krumbiegel (Moderation) und Iris Drögekamp (SWR, Regie).
Seit 2017 ist Schabert ausschließlich als Komponistin und Autorin tätig.
Sie ist Mitglied im Deutschen Komponist:innenverband.

## Stipendien

### Komponistin
- 2005 Arbeitswoche im Experimental-Studio des SWR Freiburg
- 2019 Künstlerin bei LUX19 Frauenarbeit, ein Projekt der Gedok Mitteldeutschland[10]
- 2020 Stipendiatin der Deutschen Akademie Rom Villa Massimo für die Casa Baldi in Olevano[11]
- 2024 und 2025 Residenz im MaxHaus, Nordhalben[12]
- 2025 Stipendiatin der Kunststiftung Schloss Wiepersdorf[13]

## Medien
- 30. Mai 2017 Produktion von HörLandschaften I + II für SWR2 Musik mit Ensemble Aventure; Gesendet in: SWR2 „Musik aus unseren Archiven“ 17.04.2018 - 20 Uhr – Kompositionen und Produktionen von Dorothee Schabert – Am Mikrophon Dr. Reinhard Ermen. Gast im Studio: Dorothee Schabert[14]
- Portrait-Artikel im Musikmagazin VAN „Immer wieder der Raum“ 2019
- „Salon pour Pauline Viardot“ in SWR2 Musik 18. Oktober 2021[15]
- „Aquae Aquarum“ und „Boston Bahn“ Darmstädter Ferienkurse 2022[16]
- Vortrag im Rahmen der Tagung „Sonic Architectures“ an der Hochschule der Künste Bern zu „Raum als kompositorische Kategorie und seine mediale Präsentation an Beispielen aus Luigi Nonos Prometeo“ Sept 2023[17]
- „Gestaltung kompositorischer Räume und RaumMusik. Michael Harenberg im Gespräch mit Dorothee Schabert“, Neue Zeitschrift für Musik 2-2024[18]

## Werke (Auswahl)

### Instrumentalkompositionen

#### Chor und Stimme
- Veni nos für 8-stimmigen, gemischten Chor a cappela (Raumdisposition) (2014)
- Erloschene Spur für Chor a cappella (4 Stimmen) (2022)
- Rufe I für Chor in Pandemieaufstellung (2023)
- Hymnus: Baum des Lebens für Chor a cappella (2024), veröffentlicht: Carus-Verlag
- Antiphon: Suchen und Erlangen für Chor a cappella (2024)

#### Streicher
- Musica insabbiata für Kontrabass solo (2010), UA: 2013, Rottenburg
- Elemente à Blanot, zwei Sätze für Streichquartett (2019):
  - I. Au Pinacle
  - II. Mikrostruktur
- Trio Basso: Beschreibungen für Viola, Violoncello und Kontrabass (2021/2024)
- Kiesel für Viola sola (1990), UA: Oktober 2022, New York
- chiaroscuro für 12 Violoncelli (2024)

#### Bläser
- Le Sautmouton für Posaune solo (1998)
- Screams und Lamento für vier Renaissance-Bläser (2014)
- Sequenza für Schalmet / Ommaggio à L Berio für Katharina Bäuml und Ensemble Mixtura (Versionen mit „Schatten“ einer Oboe, Akkordeons oder eines Soundtracks) (2015)
- Ins Offenefür Klarinette, Fagott und Horn (2020), UA: 22.6.2021, Freiburg
- Screaming für vier Blockflöten (2022), UA: 5.2.2023, Karlsruhe

#### Klavier
- (k)ein DenkMal für AD. Variation zu einem Walzer von Antonio Diabelli für Klavier solo (2021), für das Projekt „Diabelli Recomposed“, UA: 5.11.2023, Braunschweig

### Klangkompositionen
- Wunderhorn-Remix (2005), Stereo und Surround, in Zusammenarbeit mit Wolfgang Rein (Toningenieur), SWR-BAD (Beschreibung: komponierte Interpretation von Liedern Gustav Mahlers mit den Mitteln des Tonstudios unter Verwendung einer Mehrkanal-Aufnahme von Mahlers Des Knaben Wunderhorn mit dem SWR-Sinfonieorchester (Baden-Baden/Freiburg))
- Bitten warten Sie! (2007) 4 Lautsprecher, zur Installation von Katalin Moldvay, UA: Dampfbad Baden-Baden 2007
- Geläut zu Auhausen (2014), für 5 Lautsprecher, UA: Jubiläum der Klosterkirche Auhausen im Glockenturm 2014
- Le Rouge et le Noir (2016), Stereo, nach dem Bild von Paul Klee desselben Titels
- Glasgewitter (2018), Stereo oder 5 Lautsprecher, kombiniert mit Objekten von Katalin Moldvay, UA: Rottenburg, Baden-Baden u. a
- Klangschachtel, Zehn KlangWerke von Dorothee Schabert auf CD (2019), Stereo, in Kombination mit und Aquarellen von Bettina Schroeder
- LUX19 Frauenarbeit HörStück (Sept./Nov. 2020), Stereo, Beitrag zum Korrespondenzenbuch (LUX-TV – Dauer ca. 33 min)
- Corioliana (2020), Stereo, in Kombination mit Installation von Gustav Düsing, UA: Villa Massimo, Rom
- Klärung (2022), nach einem Bild von Paul Klee, 2 oder 4 Lautsprecher
- Butoh/Bucci in fludium (2023) Stereo, mit Daniela Butsch: Video, UA: Berlin
- LaBoule vierkanalige Computerkomposition, 4 Lautsprecher, UA: Berlin Sept. 2024